# Carisio
Carisio (Caris in piemontese) è un comune italiano di 755 abitanti della provincia di Vercelli in Piemonte. Una parte del comune è compresa nel Parco naturale delle Lame del Sesia. Carisio è confinante con la collina morenica che si trova in prossimità dell'Elvo, alle porte della Riserva naturale della Garzaia di Carisio.

## Storia
Del comune di Carisio, si risale alla sua effettiva esistenza con certezza a partire dal 1134, territorio però, già da circa 8 anni, un feudo della famiglia Avogadro. Deriverebbe il suo nome dalla gens romana Carisia, proprietaria del fondo in epoca romana.
Durante il periodo medioevale fece parte del comitato di Vercelli. A causa del suo schieramento a favore di Arduino d'Ivrea, all'inizio dell'XI secolo Roberto di Carisio subì la confisca dei beni da parte dell'imperatore Enrico II. Nel 1014 l'imperatore donò questi beni alla chiesa di Vercelli e il vescovo infeudò il Castello ai Soleri (o Solaro), che poi mantennero il feudo coi Ratari e gli Avogadro. Dopo il 1373 i signori di Carisio si sottomisero al conte di Savoia e il luogo entrò a fare parte del capitanato della vicina Santhià.

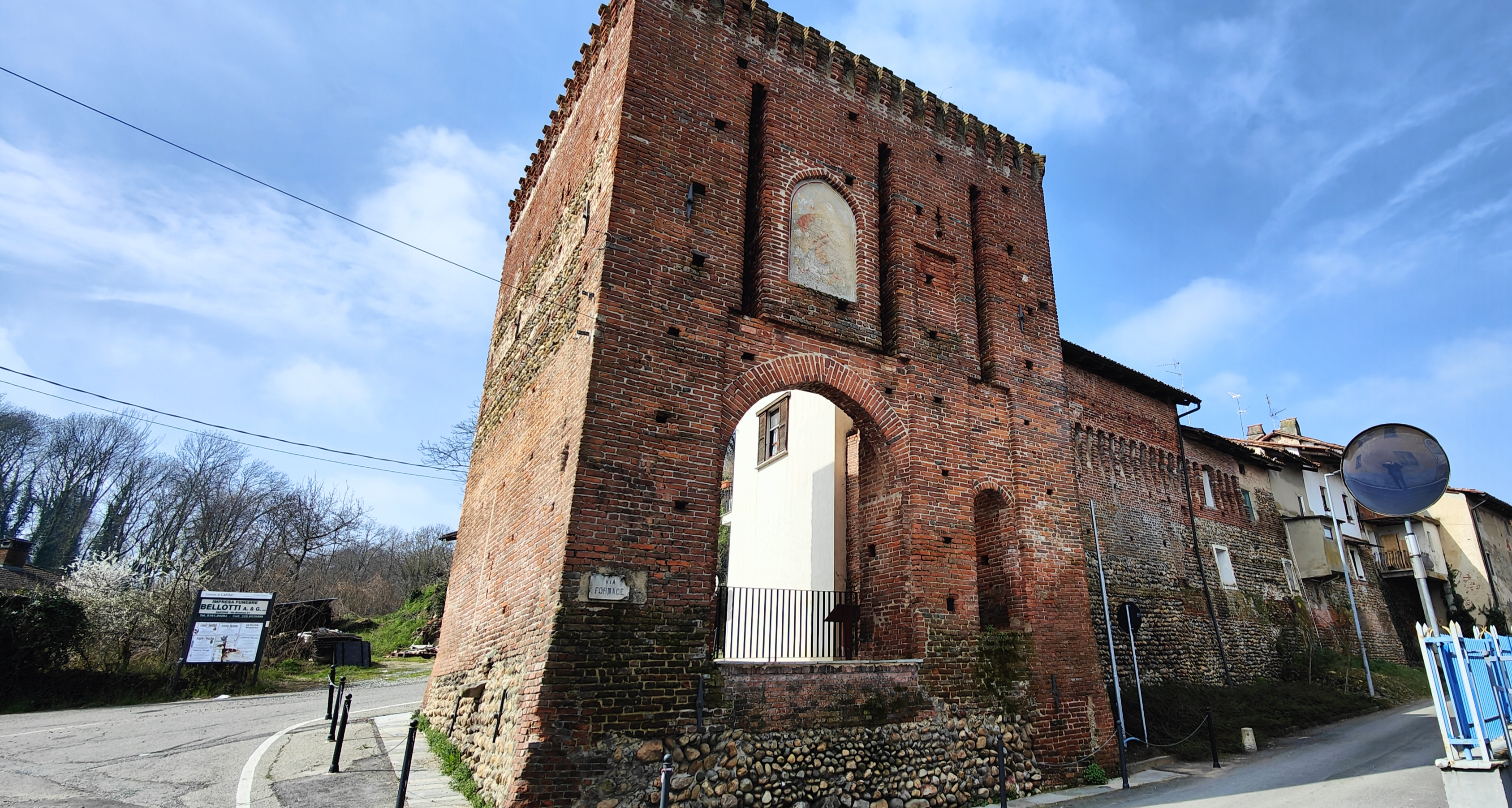
Porta d'entrata del complesso dei palazzi fortificati risalenti al 1533, ricostruiti dopo la distruzione avvenuta negli anni 1399-1402, poi il tutto passò ai Caresana

Il castello di Carisio era un castello consortile, cioè un complesso di palazzi fortificati, con un ricetto attestato in una investitura del 1533. Il ricetto era situato tangente alla rocca, di cui costituiva il confine nord-orientale. Quanto rimane oggi risale alla ricostruzione del castello dopo l'occupazione e la distruzione ad opera delle milizie viscontee guidate dal sanguinario Facino Cane tra il 1399 e il 1402.
Dopo molti e continui passaggi il feudo passò ai conti di Nebbione, i "Caresana" che lo mantennero fino alla fine del Settecento.
Appartiene sicuramente ad un falso l'idea che vi fosse un tunnel sotterraneo proveniente dal castello di San Germano collegato, a sua volta, con la porta d’ingresso del castello di Carisio e passante addirittura sotto il torrente Elvo congiungendo dopo il castello della frazione di Carisio San Damiano per terminare verso i castelli valdostani. Sarebbe stata un'opera ciclopica per l'epoca.
È l'unico comune della provincia di Vercelli a far parte della diocesi di Biella.

### Simboli
Lo stemma e il gonfalone del comune di Carisio sono stati concessi con decreto del presidente della Repubblica del 26 aprile 1991. Il gonfalone è un drappo di giallo.

## Monumenti e luoghi d'interesse
Architetture religiose
- Parrocchia di San Lorenzo:

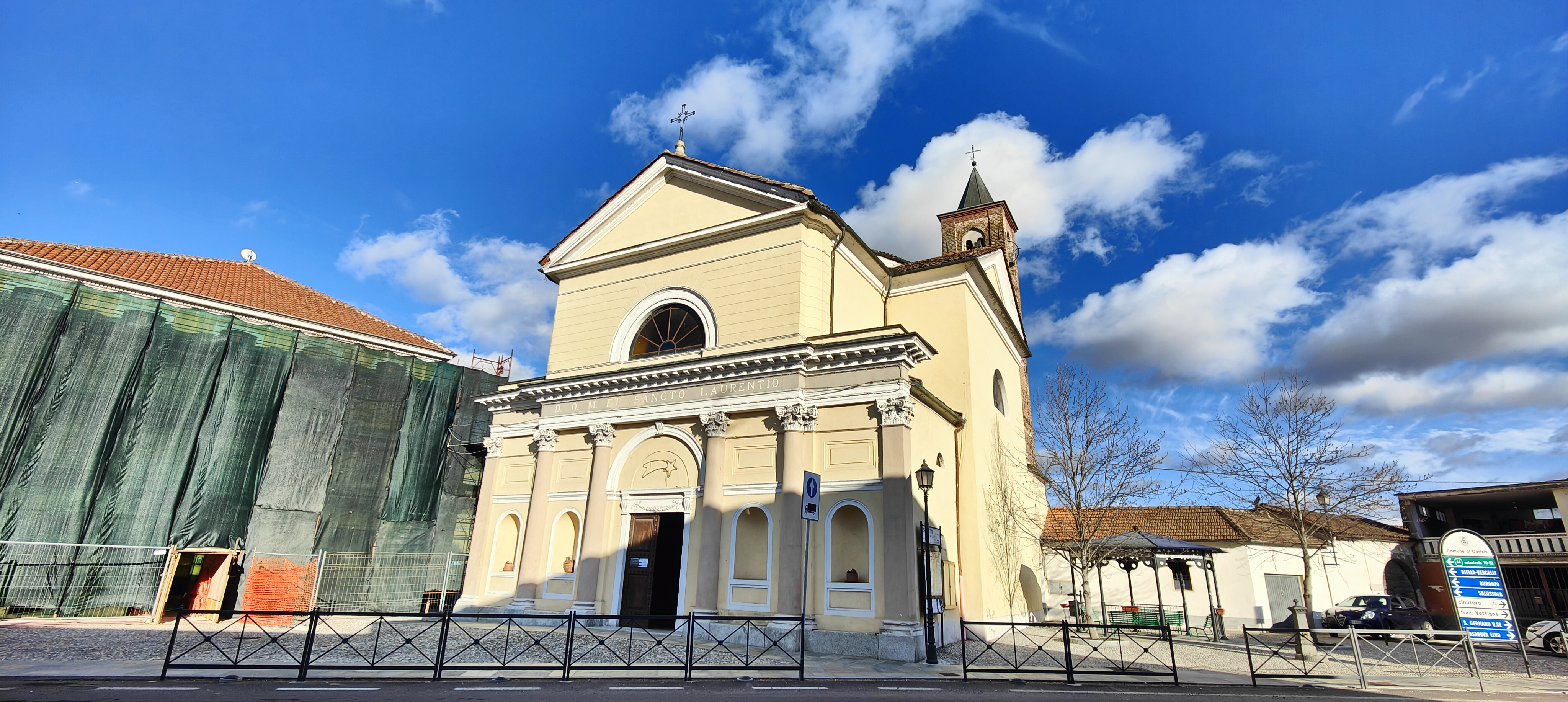
Parrocchia di San Lorenzo, facciata esterna

Ricostruita nel sec. XIV,  con campanile gotico e bifore a forma di ogiva.

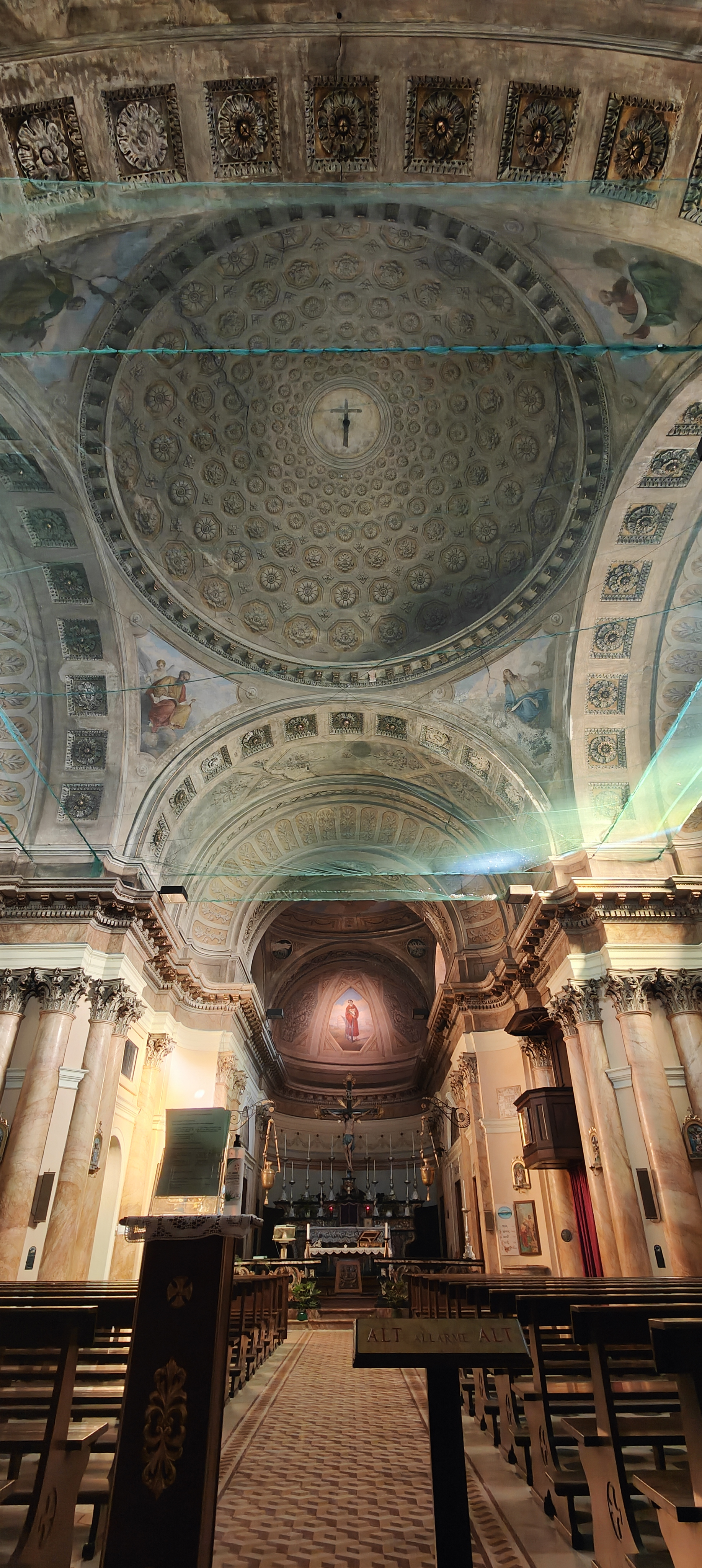
Vista interna della cupola

La chiesa è a navata unica con due altari a lato neoclassici. Nel 1937 fu restaurata.  In epoca più moderna, nel 2008 vi è stato un importante restauro, bloccato e con lavori ritardati a causa di ritrovamenti archeologici e di vari altri fattori tecnici. Sul lato sud sono stati rinvenuti resti di epoca romana. Nel febbraio  2017 ci fu un incendio.

All'interno vi è un organo del 1786, restaurato nel 1831 e 1932.
Architetture civili
- Castello (resti) di Carisio:

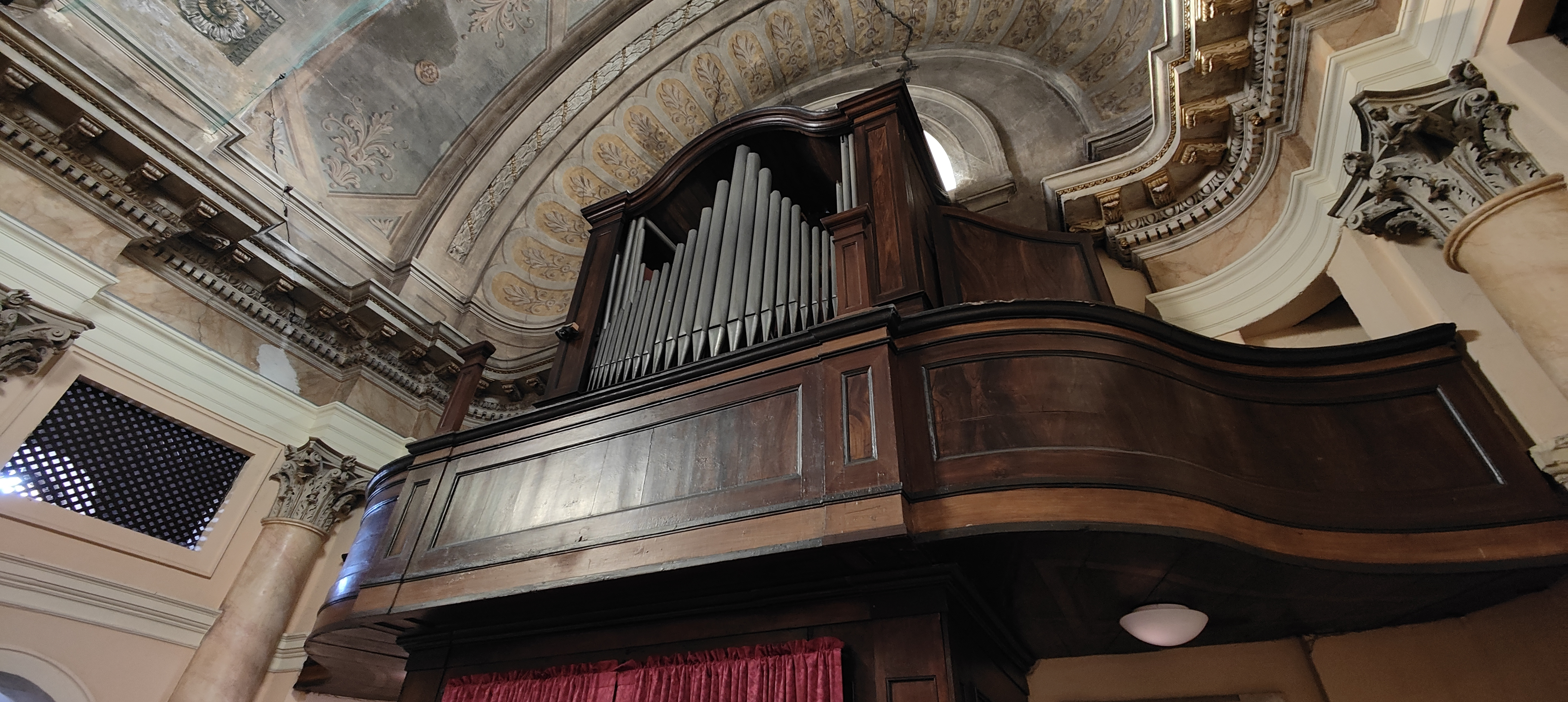
L'Organo in San Lorenzo racchiuso in una cassa lignea non scolpita con canne di facciata

All'estremo sud la Torre-porta. In origine era circondato da doppie mura di protezione. È sulla strada che collega Carisio a Santhià (SP3). I resti in via Castello sono d'interesse storico-architettonico.Il fianco nord ovest presenta mura che servivano a cinta esterna del ricetto.
- Castello di Nebbione:

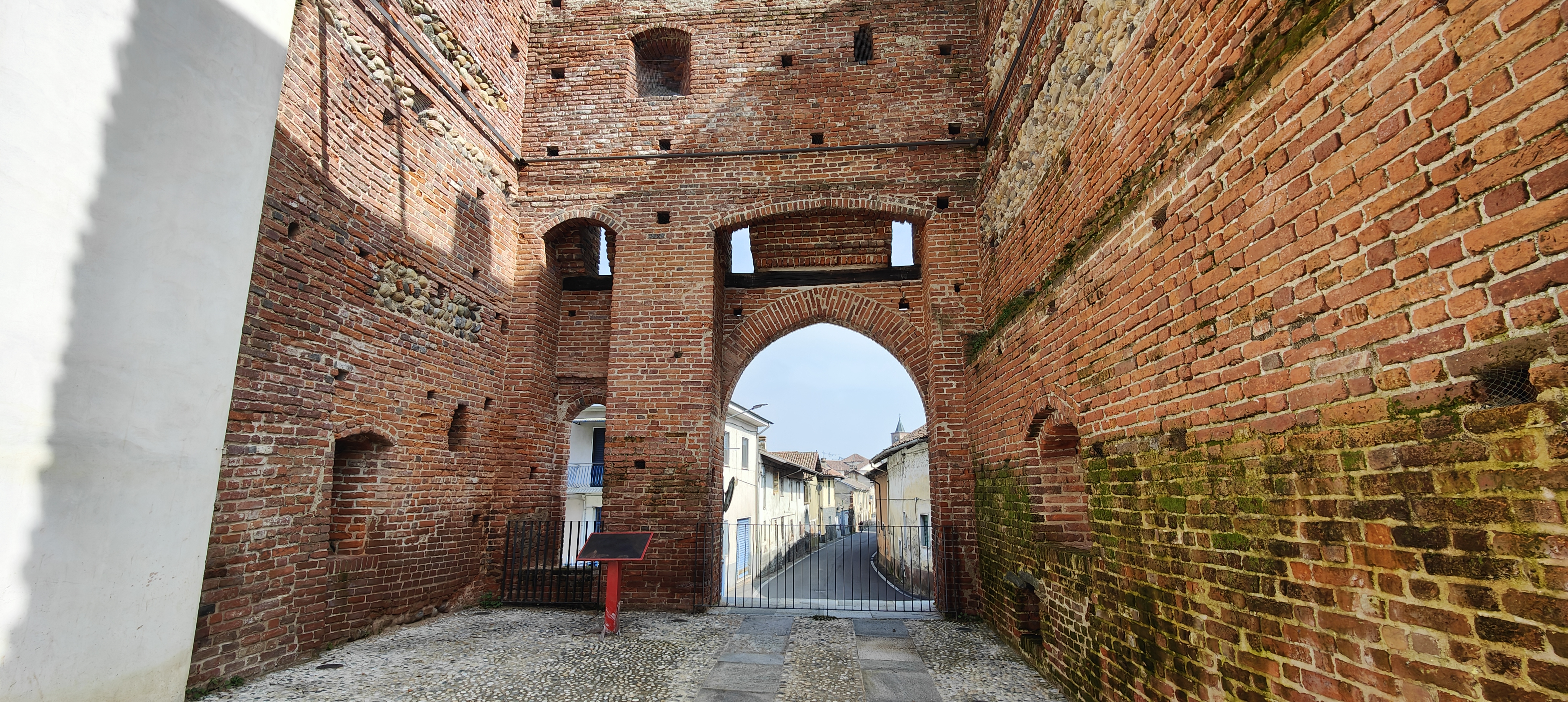
Porta urbica (cittadina), vista dall'interno, restaurata nel 2018-19. In fondo la strada che da Santhià porta in centro paese

Del castello datato 1100 restano alla vista oggigiorno un fabbricato risalente al barocco e diventata residenza (privata) patrizia di campagna; al di là del cortile, un altro fabbricato più antico: torricella, fossato, resti di un ponte levatoio e mura.

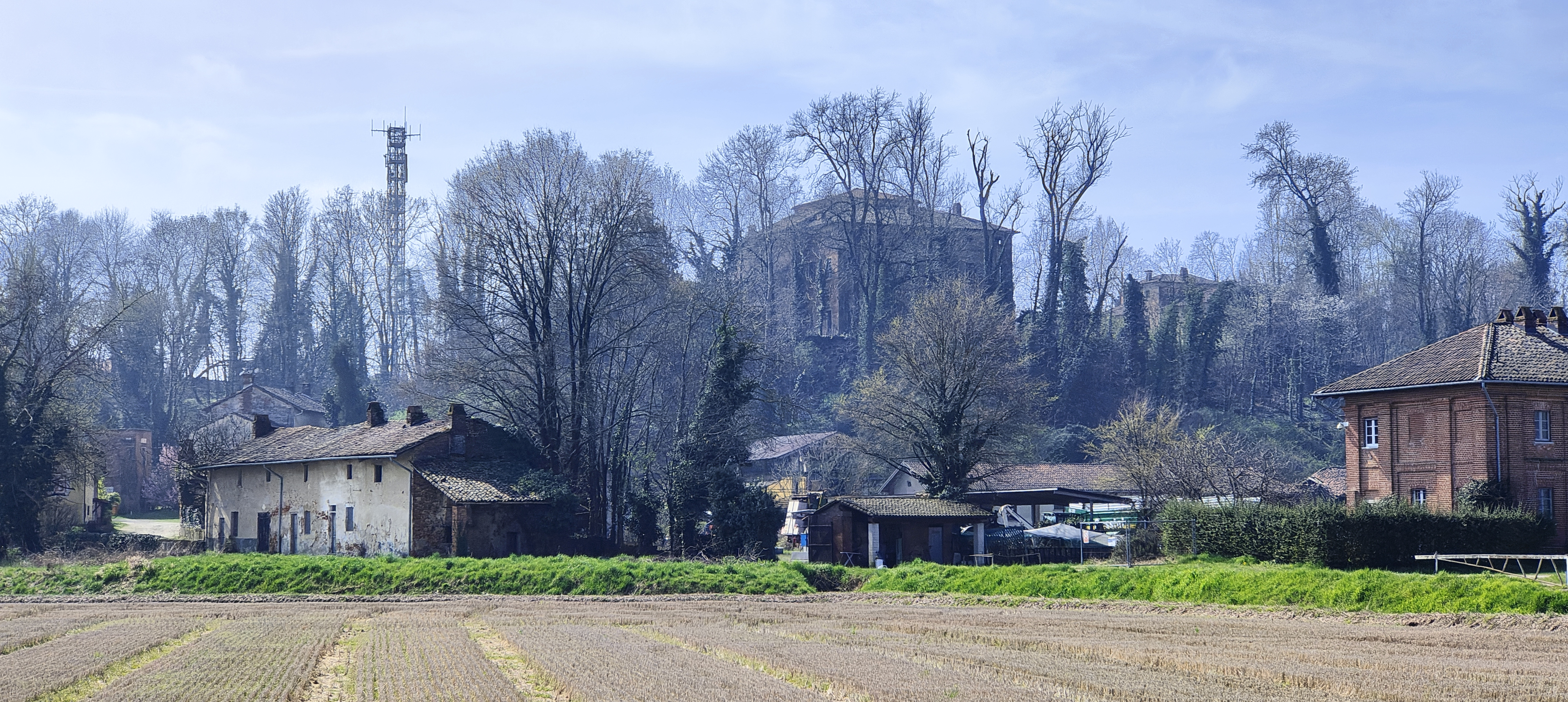
La tenuta agricola di Nebbione con il sovrastante castello, vista da via Bersini

- Complesso fortificato di San Damiano:

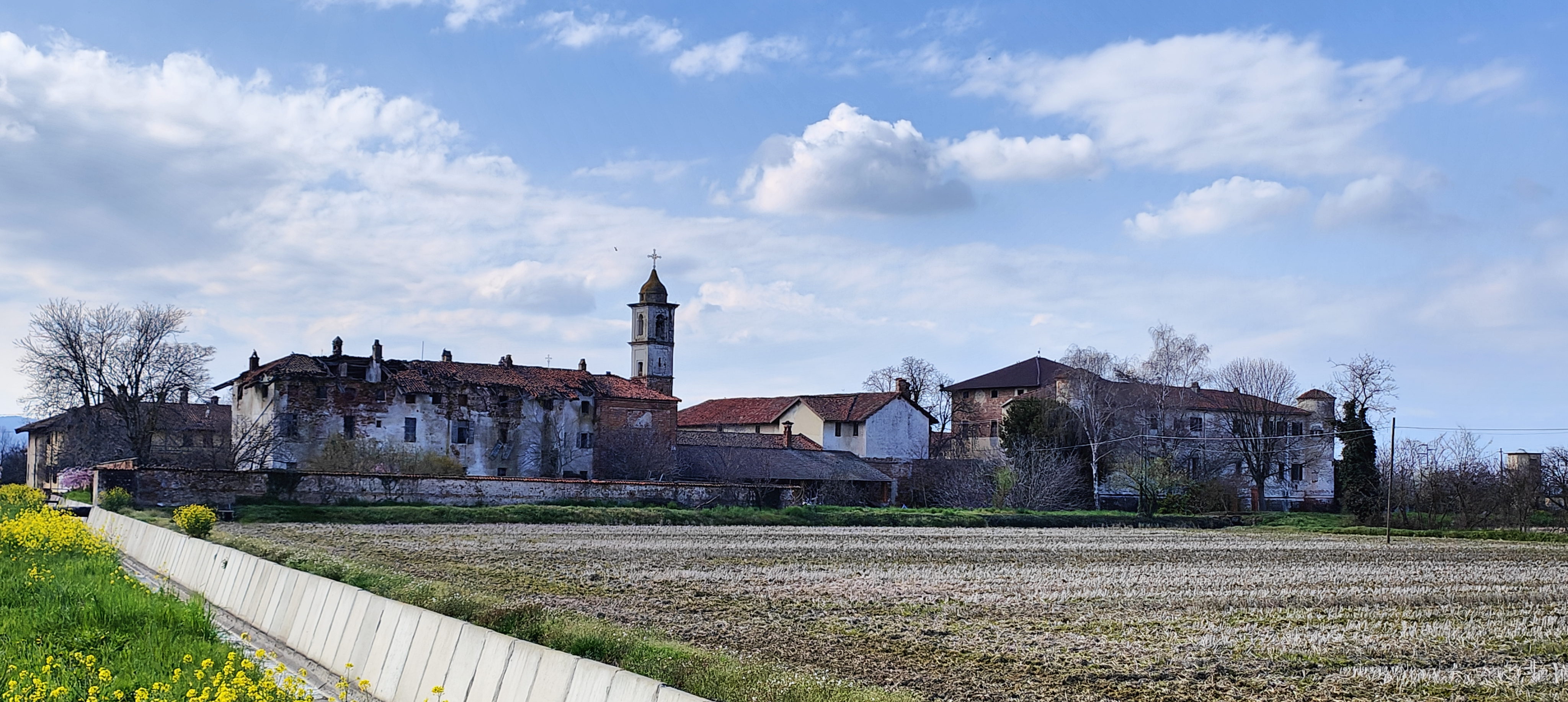
Vista panoramica della "Cascina Nuova" con campanile chiesa SS. Cosma e Damiano

(frazione omonima) rocca dei Valperga-Masino, di proprietà privata, adibita a cascinale agricolo. Costruzione del 1300 con due torri poste ad ovest e in parte ad est (costruzione risalente al 1429). Tipicamente medievale è anche la presenza di un fossato e alte mura.

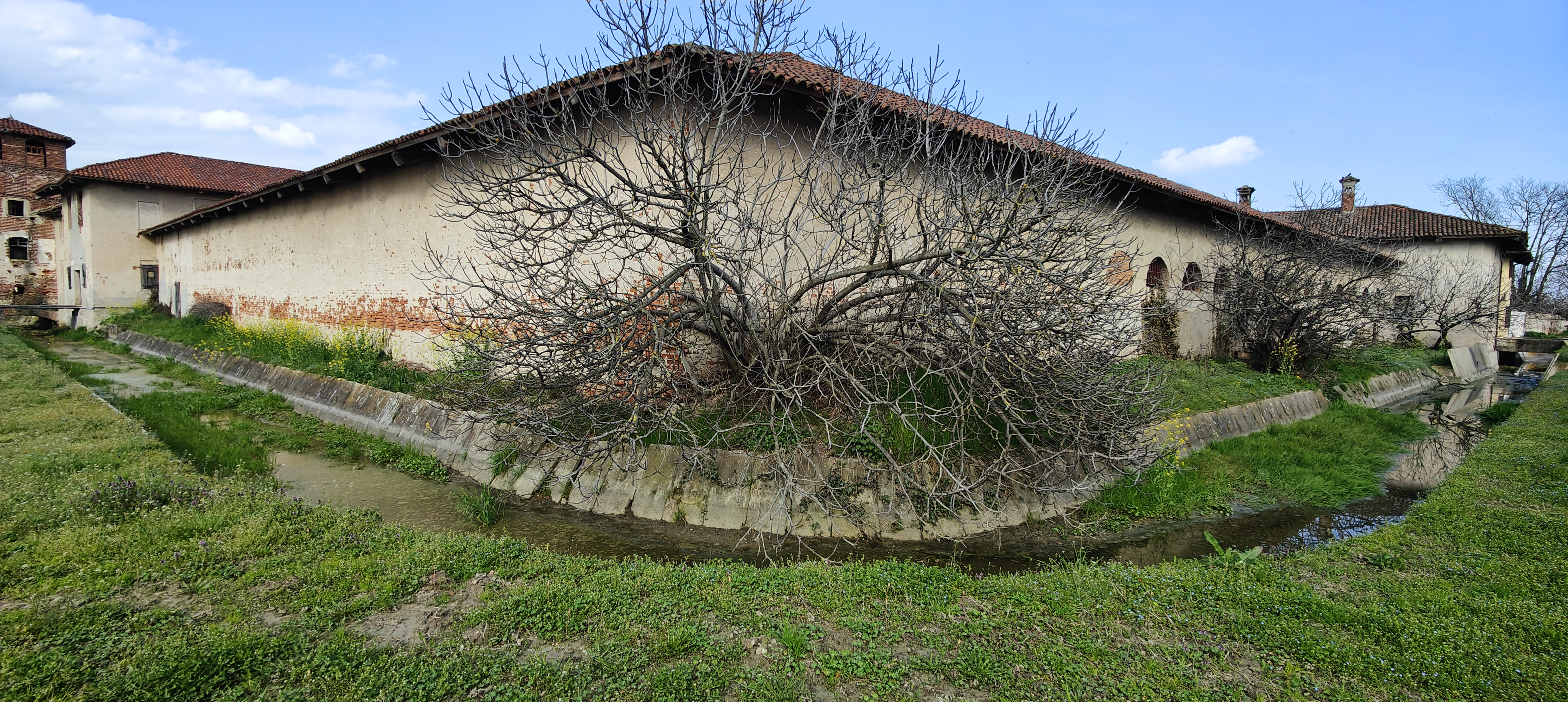
Carisio, frazione San Damiano, sulla strada prov. 55: il fossato con mura

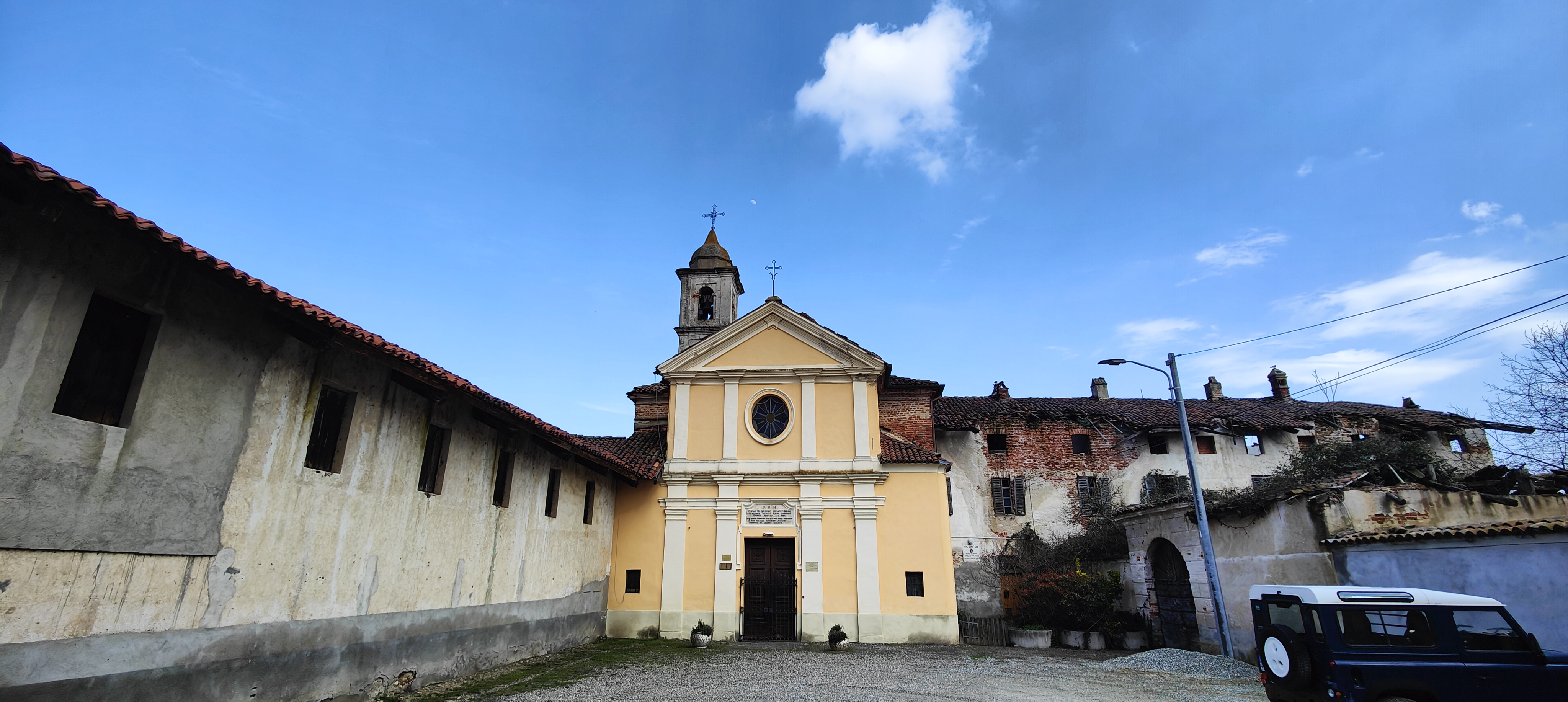
La chiesa dei santi Cosma e Damiano, all'interno del complesso, in via conti Valperga

È inserita nel complesso, su strada pubblica, la chiesa dei SS. Cosma e Damiano, citata in un documento del 1580, navata con tre altari laterali e campanile.

## Società

### Evoluzione demografica
Abitanti censiti

## Amministrazione
| Periodo | Periodo   | Primo cittadino  | Partito                            | Carica  | Note       |
| ------- | --------- | ---------------- | ---------------------------------- | ------- | ---------- |
| 2004    | 2009      | Claudio Costanzo | lista civica                       | Sindaco |            |
| 2009    | 2014      | Claudio Costanzo | lista civica                       | Sindaco | II mandato |
| 2014    | in carica | Pietro Pasquino  | lista civica Il paese che vogliamo | Sindaco |            |

## Infrastrutture e trasporti
La Stazione di Carisio, posta lungo la ferrovia Santhià-Arona, fu attivata il 16 gennaio 1905 e dal 2012 risulta senza traffico per effetto della sospensione del servizio sulla linea imposta dalla Regione Piemonte.